# Culex laticlasper
Culex laticlasper är en tvåvingeart som beskrevs av Galindo och Blanton 1954. Culex laticlasper ingår i släktet Culex och familjen stickmyggor.
Artens utbredningsområde är Panama. Inga underarter finns listade i Catalogue of Life.